# Хіранай

40°55′34″ пн. ш. 140°57′22″ сх. д. / 40.92611° пн. ш. 140.95611° сх. д.
Хірана́й (яп. 平内町, ひらないまち, МФА: [çiɾanai̯ mat͡ɕi̥]) — містечко в Японії, в повіті Хіґасі-Цуґару префектури Аоморі. Станом на 1 жовтня 2007 площа містечка становила 216,96 км². Станом на 1 липня 2008 населення містечка становило 12 664 осіб.